# 臨海路 (鳳山區)
臨海路（Linhai Rd.）為高雄市鳳山區的南北向一般道路，為國道一號五甲交流道聯外道路。北起五甲路、南京路及中崙路口，沿經屬市道188號南華路口連結台88線橋下平面車道。南抵三商街接國道一號五甲交流道南下入口，可通往高雄端接前鎮區中山四路及漁港路。

## 行經行政區域
- 鳳山區

## 沿線設施
（由北至南）
- 五甲路
- 台灣中油甲洲加油站
- 南華路
- 五甲系統交流道
- 五甲交流道

## 外部連結
- 交通部臺灣區國道高速公路局-交流道、服務區里程一覽表(含交流道示意圖) （页面存档备份，存于）